# Evangelický kostel (Prostřední Suchá)
Evangelický kostel v Prostřední Suché je jedním z kostelů Slezské církve evangelické augsburského vyznání. Nachází se ve městě Havířov, v části Prostřední Suchá. U kostela je i evangelický hřbitov, jehož rozloha 7589 m². Vlastníkem kostela i hřbitova je farní sbor Slezské církve evangelické augsburského vyznání v Havířově-Suché.

## Historie
K reformaci se sušská vrchnost i její poddaní přihlásili již v 16. století a postupně získali pod svou správu i zdejší kostel. Odebrán jim byl dne 26. března 1654, kdy jej náboženská komise uzavřela. Ještě dlouho poté však vlastníci Dolní a Horní Suché podporovali evangelíky: v letech 1654–1664 se na dolnosušském zámku ukrýval evangelický kazatel Jan Pragenus, učiteli vlastníků Horní Suché, Golkovských a Harasovských, byli luteránští kněží Samuel Fiducius a Alexandr Pragenus.
Po dlouhých letech protireformace na základě vydání Tolerančního patentu byl v Bludovicích vystavěn evangelický kostel, který se stal centrem náboženského života pro celé široké okolí. V roce 1852 vznikla v Suché první evangelická škola.
Ke zřízení hřbitova poblíž evangelické školy zakoupili evangelíci z Prostřední Suché pozemek od Bernarda Kocura a založili v roce 1860 evangelickou hřbitovní obec. Hřbitovní pozemek oplotili dřevěným plotem a postavili vstupní bránu. První pohřeb se na novém hřbitově konal 12. listopadu 1860.
Roku 1872 byla na hřbitově postavena dřevěná kaple s věží a třemi zvony, z nichž dva opatřili soukromí fundátoři. Dne 31. července 1916 je zrekvírovala rakouská vláda pro válečné účely. V letech 1924–1925 byla na místě dřevěné kaple vystavěna kaple zděná se 156 místy. Posvěcení základního kamene ke zděné kapli se konalo 3. srpna 1924, posvěcení dokončené stavby proběhlo 2. srpna 1925.
Kaple byla přestavěná v roce 1937 na kostel (stavba byla zvětšena o dvě boční uličky s pavlačemi, oltářní apsidu a o polovinu větší kůr; počet míst v kostele se zvýšil ze 156 na 350). Dne 28. listopadu 1937 se uskutečnilo slavnostní posvěcení kostela; akt posvěcení vykonal senior Oskar Michejda a kázáním posloužil farář Józef Nierostek z Polského Těšína. V meziválečném období v Suché dynamicky působil Svaz evangelické mládeže, mládežnický pěvecký sbor a Sdružení evangelických žen. Po válce byl prvním duchovním působícím ve sboru pastor Jerzy Czyż, který zde v roce 1946 zorganizoval první konfirmační výuku (27 dětí ze Suché a 10 ze Stonavy). 14. ledna 1949 byla úřední listinou potvrzena samostatnost farního sboru v Suché. Roku 1949 byly na kůru instalovány varhany vyrobené kutnohorským varhanářem Janem Tučkem (opus 504); při jejich výrobě byla použita část starších vahran ze slovenské obce Veľké Bierovce. (Varhany prošly generální rekonstrukcí v roce 2017.) V padesátých letech 20. století sbor čítal kolem 3500 duší. V kostele byly přistavěny balkóny.

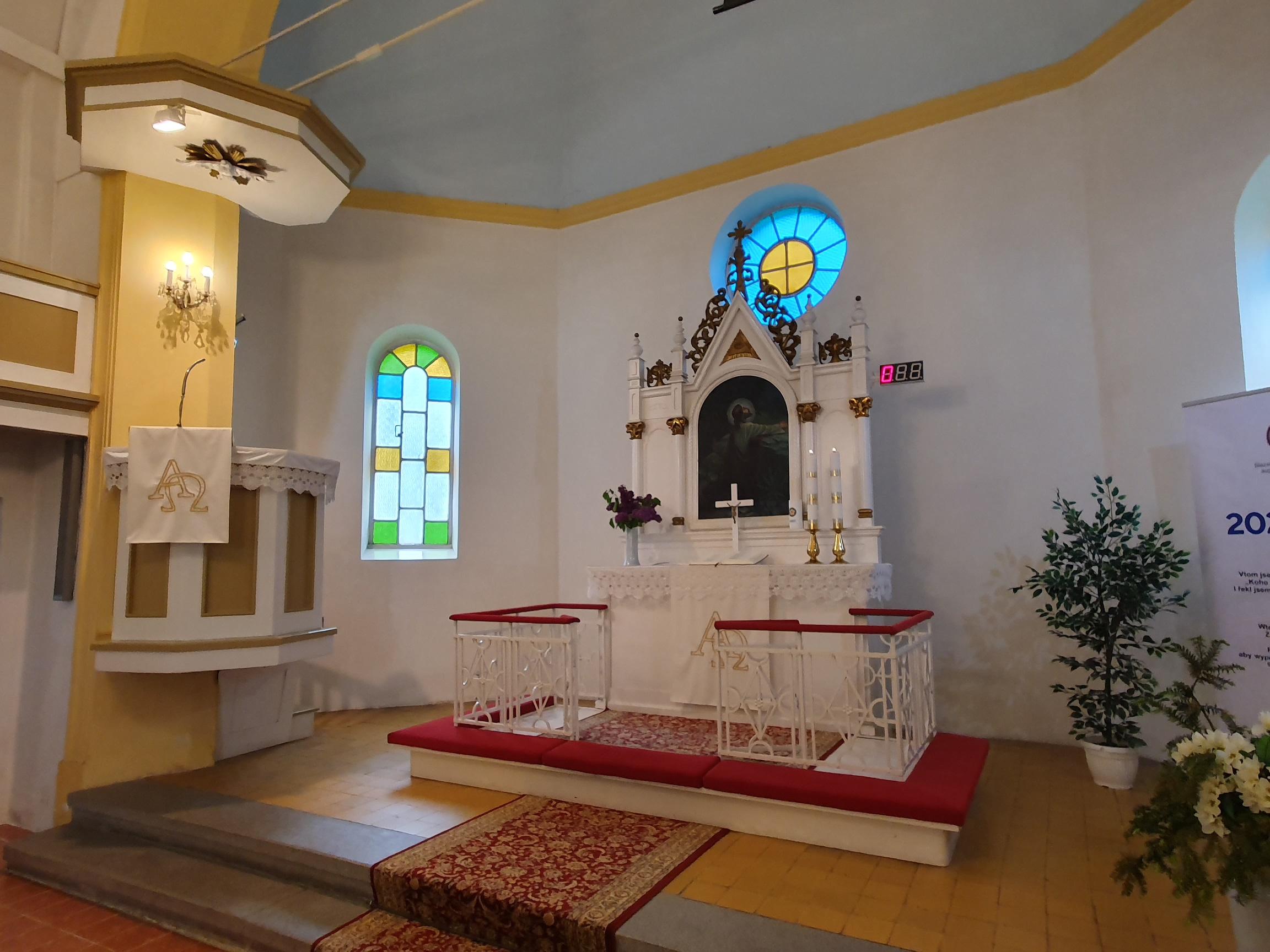
Oltář a kazatelna v interiéru kostela

Začaly se však objevovat stále větší následky důlních škod, které byly v budově kostela postupně likvidovány; v jejich důsledku padly dvě budovy evangelických škol a časem i všechny ostatní budovy obce Prostřední Suchá. Jedinou a poslední budovou, která se zachovala podnes, je evangelický kostel, který však spolu s celým hřbitovem a okolním terénem poklesl v důsledku poddolování o více než 17 metrů..[kdy?] V 50. letech měl hřbitov 88 arů. V roce 1954 zajistil pastor výměnu sborového pole s OKD. Pole sahalo až po vlakové koleje a nyní je na druhé straně a slouží k rozšíření hřbitova. Státní úřad převzal církevní hřbitovy do své správy počátkem ledna 1958. V 80. letech byl vydán zákaz pohřbívání na hřbitově. Docházelo k postupnému zaplavování hřbitova vlivem poddolování.
V roce 1991 byl hřbitov a prostranství kostela v Prostřední Suché rekultivován. Část hřbitova kolem cesty totiž byla zatopena, takže bylo třeba rozebrat pomníky, navézt zeminu asi do 4 m výšky, a pak znovu umístit všechny hroby. Asi v roce 1993 došlo po dlouhém úsilí k otevření hřbitova a k vybudování chodníků. Úpravy areálu probíhaly také později. Začátkem 90. let sbor získal zpět v rámci restituce mateřskou školu vystavěnou v roce 1929 a zestátněnou v roce 1960. Po přestavbě se zde nachází sborový dům s kanceláří; na budově byla roku 1993 odhalena pamětní deska slezského evangelického teologa a spisovatele Jiřího Sarganka (1702–1743).
V roce 2001 se konala generální rekonstrukce interiéru kostela. V roce 2012 byla v kostele instalována moderní křtitelnice z lipového dřeva a skla, jejíž autorkou je Hana Bučková.